# پانایوت پانایاتوف
پانایوت پانایاتوف (بلغاری: Панайот Митов Панайотов؛ ۳۰ دسامبر ۱۹۳۰ – ۱۹۹۶) بازیکن فوتبال اهل بلغارستان بود.
از باشگاه‌هایی که در آن بازی کرده‌است می‌توان به باشگاه فوتبال ستاره سرخ بلگراد و باشگاه فوتبال زسکا صوفیه اشاره کرد.
وی همچنین در تیم ملی فوتبال بلغارستان بازی کرده‌است.